# Legowelt
Legowelt is het meest gebruikte pseudoniem van Danny Wolfers, een electro-producer en dj uit Den Haag met internationale faam. Hij omschrijft zijn muziek als een hybride vorm van Slam Jack The Hague Electronix gecombineerd met Deep Chicago Trax, Obscure & Romantic Ghetto Technofunk en EuroHorror Soundtrack.
Na een aantal jaren had hij zo'n tiental platen uitgebracht op verschillende dragers, de meeste op vinyl op het Haagse Bunker Records. Hij werd bij een groot publiek bekend met Disco Rout, dat werd gekozen tot beste nummer van het jaar 2002 door het Duitse muziekblad Groove.

## Biografie
Legowelt begon met produceren toen hij begin jaren 90 in contact kwam met de muziek van Underground Resistance uit Detroit, Model 500 (Juan Atkins), Blake Baxter en vroege house uit Chicago: Farley Jackmaster Funk, Armando en Mr. Fingers. Later werden µ-Ziq, Aphex Twin, Drexciya en platen van het label Irdial Discs aan dit scala aan invloeden toegevoegd.
Een grote indruk maakte Unit Moebius op hem toen hij ze live op de VPRO-radio hoorde. Hij omschreef hun stijl als een punky palet van rauwe, gefreakte Lo-fi Chicago trax en deep Detroit jams, gemaakt met apparatuur die bij het vuilnis gevonden is.
Hij was zeer verrast toen hij later hoorde dat Unit Moebius net als hij uit Den Haag kwam en hij kwam in contact met Bunker Records, waar I-F (Interr-Ference) en Melvin White (aka pametex) hem nog verder inwijdden in de obscure kant van de elektronische dansmuziek.
In 2000 bracht Bunker Legowelts eerste plaat uit, Pimpshifter. Dit werd een culthit met nummers als Sturmvogel en Total Pussy Control. In 2006 richtte Legowelt zijn eigen label op, Strange Life Records.
Behalve produceren, verzorgt hij ook optredens over de hele wereld, vaak met Orgue Electronique en het Bunker Team. Ook presenteert hij onder het pseudoniem Smackos wekelijks de Astro Unicorn Radio Show op Intergalactic FM, een webradiostation opgericht door I-F.
Enkele aliassen en zijprojecten zijn:
- Catnip (met Luke Eargoggle)
- The Chicago Shags (met Orgue Electronique)
- Macho Cat Garage (met Orgue Electronique)
- Smackulator (met Speculator)
- Pagan Sector
- Smackos
- Gladio
- Squadra Blanco
- Salamandos
- Raheem Hershel
- Venom 18
- Franz Falckenhaus
- Klaus Weltman
- Twilight Moose
- Phalangius
- Polarius
- Nacho Patrol
- House of Jezebel
- Jackmaster Corky
- Lords of Midnite

## Discografie

### Als Legowelt
- Space Force (cassette) M.O.C. 1996
- Reports From The Backseat Pimp (cd-r, gelimiteerde oplage) Goldcoast 1998
- Pimpshifter (12") Bunker Records 2000
- Wirtschaftswunder (12") Bunker Records 2000
- Kaihoisa Pt.2 (7") Eat This Records 2001
- Disco Rout (12") Cocoon Recordings 2002
- Klaus Kinski (12"-ep) Bunker Records 2002
- Starcruiser (10") Kapellmeister Grammofon 2002
- Tracks from the Tube (12") Stilleben Records 2002
- Classics 1998-2003 (cd) Clone 2003
- Classics 1998-2003: A Selection of Tracks from the Archive Bunker (dubbel-lp) Bunker Records 2003
- Reports from the Backseat Pimp (lp) Crème Organization, Goldcoast 2003
- Tower of the Gipsies (12") Bunker Records 2003
- Dark Days (cd-r) Strange Life Records 2004
- Under The Panda Moon (12") Crème Organization 2004
- Beyond The Congo (12") Bunker Records 2005
- Astro Cat Disco (mp3-bestand) Clone 2006
- The Land Of Lonzo (12") Strange Life Records 2006
- The Rise & Fall of Manuel Noriega (cd) Strange Life Records 2008
- Dark Days 2 (cd) Strange Life Records 2009
- Vatos Locos (dubbel-12") Creme 2009
- Amiga Railroad Adventures (cd) Strange Life Records 2009
- Split LP Series #4: Garçon Taupe / Legowelt (lp) Narrominded 2009
- The Paranormal Soul 2012

#### Remixen
- Raginakudo Parto Een (12") NN (Legowelt Remix) Eat This Records 1999
- Fwd: Dedication (12" en cd) Transit (Legowelt Remix) Eat This Records 2000
- The Synthesizer Greatest Vol. 1 (12") White BMW (Legowelt Re... Ural 13 2002
- CTNE (Remix) (cd-r) KVY (Legowelt Mix) pHinnMilk Records 2003
- Fire Works (cd) Design Music (Legowelt... Virgin Schallplatten GmbH 2003
- Get:On (cd, maxi) Get:On (Legowelt Mix) Superstar Recordings 2003
- Get:On (12") Get:On (Legowelt Mix) Superstar Recordings 2003
- Human Shield vs. Multiplex (12") Space (Legowelt Remix) Human Shield Record Company 2003
- Junge Dame Remixes (Arctic Version) (12") Junge Dame Mit Freundl... Crème Organization 2003
- We Are HE-Men EP (12", pic, ep) Maschine In Mir (Legow... Pocketgame 2003
- CTNE (Remix) (12") KVY (Legowelt Mix) Delta B Recordings 2004
- Radio Ga Ga Pt. 1 and Pt. 2 (dubbel-vinyl, promo) My Radio (Legowelt's RMX) Ghostly International, Ghostly International 2004
- Radio Ga Ga Pt. 2 (12") My Radio (Legowelt's R... Ghostly International 2004
- Sunshower (12") Sunshower (Legowelt Re... Crème Organization 2004
- You Kiss (Remixed) (12") You Kiss (Legowelt Remix) Mental Groove Records 2004
- Elevators and Oscillators (cd) My Radio (Legowelt Rem... Ghostly International 2005
- Notgoinganywhere Mixtape Volume 6 (cd) You Kiss (Legowelt Rem... Corso Fleuri Editions 2006
- Recloned (cd) Shake That Thing (Lego... Clone 2006
- Shake That Thing (12") Shake That Thing (Lego... Clone 2006
- Datacat (12") Data Kontroll (Legowel... Strange Life Records 2007
- Where Is Carlos (12") No Turning Back (Legow... Strange Life Records 2007
- In Dark Trees (cd, Another Another Green World) Narrominded 2009

### Onder andere pseudoniemen
Als Polarius:
- Jams in the Key of Smack
- Journey to a Land
- Jams from the Funk Dump
- Talking Smack
- Winter in Polarius

Als Smackos:
- The Age of Candy Candy
- Waiting for the Red Bear
- Computer Day

Als Raheem Hersel:
- Gotta Have the Pokey

Als Squadra Blanco:
- Night of the Illuminati (2002, dubbel-lp)
- Night of the Illuminati (2006, cd-r)

Als Nacho Patrol:
- The Maze of Violence (Il Labirinto Di Roma Violenta)
- Futuristic Abeba
- Nacho Patrol Presents... The Africa Jet Band

Als Gladio:
- Slave of Rome
- Means to Freedom

Als Klaus Weltman:
- Cultus Island

Als Salamandos:
- Expand
- Master of House

Als Venom 18:
- Mystery Organisation

Als Franz Falckenhaus:
- Stories from My Cold War

Als Phalangius:
- The Cambridge Library Murders

Als Florenza Mavelli:
- Florenza Mavelli's Special Brigade

Als Twilight Moose:
- Embrace the Loneliness

Als Jackmaster Corky:
- Dimension 106

Als Lords of Midnite:
- Drown in Ur Love

### In samenwerking

#### Pagan Sector
(Legowelt en Cliff Lothar)
- Hermopolis Magna

#### The Chicago Shags
(Legowelt en Orgue Electronique)
- Wir leben in Pussywelt
- Derrick in Nord Korea
- Arpy Our Modular Friend

#### Macho Cat Garage
(Legowelt en Orgue Electronique)
- The Muffler Strut
- Freedom for the Macho Cat

#### Audiosport 8
(Legowelt en Animistic Beliefs)
- De Diepe Wereld[1]

#### Catnip
(Legowelt en Luke Eargoggle)
- Word to the Bird
- Romance Is the Panter
- Don't Exercise the Bird
- Catacombus

#### Mr. Clavio
(Legowelt en DJ TLR)
- Call Me Mister Falcon / Paper World

#### Zandvoort & Uilenbal
(Legowelt en Jimi Hellinga)
- Geruis uit Somberdorp[2]